# Allied Steel
Allied Steel SA est une entreprise suisse basée à Lugano. Elle est active dans l'importation et l'exportation d'acier.